# Дригалски (остров)
Дригалски (на английски: Drygalski Island) е остров край бреговете на Източна Антарктида, Земя кралица Мери. Разположен на 78 km северно от нос Филхнер на Брега Правда, във водите на море Дейвис, простиращо се в Индоокеанския сектор на Южния океан. Дължина от изток на запад 20,6 km, ширина 13,4 km, площ 204 km². Бреговете му представляват отвесни ледени обриви с височина 23 – 46 m. Максимална височина (327 m).
Островът е открит през ноември 1912 г. от екипажа на експедиционния кораб на австралийската антарктическа експедиция (1911 – 14), възглавявана от видния австралийски антарктически изследовател Дъглас Моусън и е наименуван от него в чест на Ерих фон Дригалски, ръководител на 1-вата германска антарктическа експедиция (1901 – 03). През 1956 г. е подробно изследван и топографски заснет от участници в Първата съветска антарктическа експедиция.